# Itupeva
Itupeva é um município do estado de São Paulo, no Brasil. Sua população estimada em 2024 foi de 74 119 habitantes. Faz parte da Região metropolitana de Jundiaí. No município, está situada a maior parte do complexo turístico Vida Completa SerrAzul, que engloba o parque aquático Wet 'n Wild e o parque temático Hopi Hari.

## Toponímia
"Itupeva" procede do tupi antigo ytupeba, que significa "cascata aplainada" (ytu, "cascata" + peb, "aplainada" + a, sufixo substantivador).

## História
Já no início dos anos 1960, começou o movimento para a emancipação de Itupeva. Distrito pertencente a Jundiaí, não recebia as atenções do poder público quanto aos reclamos da população. A única benfeitoria existente era uma pequena rede de esgotos na rua principal.
Os irmãos José Poli e Luiz Poli (este último, vereador em Jundiaí, representando o distrito de Itupeva), Dorival  Raymundo e Xisto Araripe Paraíso lideravam o movimento de emancipação. Constantes idas à Assembleia Legislativa de São Paulo conseguiram, através do deputado Salvador Julianelli, que Itupeva fosse incluída na relação dos distritos que reivindicavam sua autonomia, através de anteprojeto a ser discutido pelos deputados.
Marcado o plebiscito para 3 de outubro de 1963, os eleitores aprovaram a emancipação. 90% disseram "sim" e o governador do estado promulgou Lei nº 8 050 em 31 de Dezembro de 1963, confirmando o desejo dos itupevenses.
A eleição para prefeito foi realizada no dia 31 de outubro de 1964, saindo vencedor Luiz Poli. A posse, porém, com a instalação do município, só veio a ocorrer em 21 de março de 1965. O golpe de 31 de março de 1964 parou as atividades políticas no Brasil, causando o atraso na posse do prefeito.
A prefeitura nessa época funcionava em dois pequenos cômodos alugados de Conceição Pessini, na Avenida Brasil. Um era o gabinete do prefeito e o outro servia para todos os outros serviços.
Separado de Jundiaí, o município teve que caminhar com suas próprias pernas. A primeira aquisição da prefeitura foi uma motoniveladora para conservar as estradas do município. Até então, esse serviço era executado pelo trator do Juca Tonoli, que o alugava para a prefeitura quando era necessário. Foi a Caixa Econômica Federal que financiou esta compra.
A segunda realização foi a implantação do serviço de água e esgoto, ampliando a pequena rede já existente. O abastecimento de água até então era de responsabilidade dos moradores, pois as casas tinham cisterna (poço) para retirada de água.
Alguns tinham até água encanada, fazendo a retirada com bombas e, com isso, abastecendo as caixas-d'água.

## Geografia
Localiza-se a uma latitude 23º09'11" sul e a uma longitude 47º03'28" oeste, estando a uma altitude de 675 metros. Possui uma área de 200,516 km².

### Hidrografia
- Rio Jundiaí

### Rodovias
- Rodovia Dom Gabriel Paulino Bueno Couto (SP-300)
- Rodovia dos Bandeirantes (SP-348)
- Rodovia Miguel Melhado Campos (SP-324)
- Rodovia Vice-prefeito Hermenegildo Tonoli (SP-66/300)
- Estrada Municipal Joaquim Bueno Neto (IVA-118)
- Estrada Nelson Gulla (IVA-354)
- Rodovia Akzo Nobel

## Demografia

### População
| Crescimento populacional                             | Crescimento populacional | Crescimento populacional | Crescimento populacional |
| Ano                                                  | População Total          |                          | %±                       |
| ---------------------------------------------------- | ------------------------ | ------------------------ | ------------------------ |
| 1970                                                 | 7 095                    |                          | —                        |
| 1980                                                 | 10 189                   |                          | 43,6%                    |
| 1991                                                 | 18 142                   |                          | 78,1%                    |
| 2000                                                 | 26 166                   |                          | 44,2%                    |
| 2010                                                 | 44 859                   |                          | 71,4%                    |
| 2022                                                 | 70 616                   |                          | 57,4%                    |
| Est. 2024                                            | 74 119                   | [ 10 ]                   | 5,0%                     |
| Fontes: Censos Demográficos IBGE e Estimativas SEADE |                          |                          |                          |

### Dados demográficos
Dados do Censo - 2010
População total: 45 400
- Urbana: 37 260
- Rural: 8 084
- Homens: 23 856
- Mulheres: 21 487

Densidade demográfica (hab./km²): 130,50
Mortalidade infantil até 1 ano (por mil): 14,77
Expectativa de vida (anos): 71,81
Taxa de fecundidade (filhos por mulher): 2,49
Taxa de alfabetização: 91,34%
Índice de Desenvolvimento Humano (IDH-M): 0,807
- IDH-M Renda: 0,769
- IDH-M Longevidade: 0,780
- IDH-M Educação: 0,871

(Fonte: IPEADATA)

## Política e administração
- Prefeito: Rogério Cavalin (2025-2028)
- Vice-prefeito: Isaque Messias (2025-2028)
- Presidente da câmara: Tatiana Salles (2019-2020)

| Prefeito                      | Período     |
| ----------------------------- | ----------- |
| Luiz Poli                     | 1965 a 1968 |
| José de Oliveira (ARENA)      | 1977 a 1982 |
| Dorival Raymundo (PMDB)       | 1983 a 1988 |
| José Luiz Sai (PMDB)          | 1989 a 1992 |
| Valdomiro Luiz Bertassi (PDS) | 1993 a 1996 |
| Dorival Raymundo (PMDB)       | 1997 a 2004 |
| Ocimar Polli (PMDB)           | 2005 a 2009 |
| Ricardo Bocalon (PT)          | 2013 a 2016 |
| Marcão Marchi (PSD)           | 2017 a 2024 |
| Rogério Cavalin (MDB)         | 2025 a 2028 |

Referências:

## Infraestrutura

### Comunicações

#### Emissoras de Rádio
- FM  105,9 MHz - Radio Nova Itupeva

#### Emissoras de Televisão
- 57 UHF - TV TEM (TV Globo)
- 59 UHF - Rede Paulista (TV Brasil): em fase de implantação, esperando outorga da Agência Nacional de Telecomunicações (Anatel).
- EPTV Campinas (Globo)
- BAND Campinas (Band)
- TVB Campinas (Record)

#### Jornais
- Jornal Folha da Terra
- Jornal de Itupeva
- Itupeva Agora

#### Telefonia
O sistema de telefones automáticos foi inaugurado na cidade em 1981 pela Telecomunicações de São Paulo (TELESP), que também implantou o sistema de discagem direta à distância (DDD) em 1981 com o código de área (011).

## Religião
O Cristianismo se faz presente na cidade da seguinte forma:

### Igreja Católica
- A igreja faz parte da Diocese de Jundiaí.[22]

### Igrejas Evangélicas
Entre as igrejas protestantes históricas, pentecostais e neopentecostais, encontram-se na cidade:
- Assembleia de Deus Ministério do Belém.[25][26]
- Congregação Cristã no Brasil.[27]